# Meech Lake Accord
Der Meech Lake Accord (frz. Accord du lac Meech, engl. Lake Meech Accord, dt. etwa „Meech-See-Übereinkunft“) von 1987 ist eine gescheiterte Ergänzung der kanadischen Verfassung. Die Übereinkunft gehört damit zu einer Reihe von Versuchen, in den Jahren 1985 bis 1992 Verfassungsänderungen vorzunehmen. Sie basierten wiederum auf dem Verfassungsgesetz von 1982 (Loi de 1982 sur le Canada/Canada Act 1982), das Kanada von der Verpflichtung befreite, das britische Parlament um Genehmigung einer Verfassungsänderung fragen zu müssen. Zudem besaß die Progressiv-konservative Partei seit ihrem Erdrutschsieg von 1984 eine überaus solide Mehrheit.
Premierminister Brian Mulroney und die Premiers der Provinzen wollten die Provinz Québec dazu veranlassen, endlich dem Verfassungsgesetz von 1982 zuzustimmen. Die Übereinkunft bildet zusammen mit der Charlottetown-Übereinkunft einen der wichtigsten, aber gescheiterten Versuche, die Rechte der Provinzen gegenüber Bundesregierung und Oberstem Gerichtshof zu stärken, und monarchische Elemente zu beseitigen. Dabei beanspruchte Québec jedoch eine Sonderrolle als andersartige, sich unterscheidende Gesellschaft (société distincte/distinct society). Daher lehnten die meisten Provinzen den Entwurf ab. Der Anspruch Québecs auf fortdauernde Andersartigkeit hat dennoch weitreichende Folgen, besonders für die Minderheitenpolitik.
Der Versuch der Verfassungsänderung wurde nach dem Treffen der First Ministers, der Premiers der Provinzen, am Meech Lake in Québec benannt.

## Vorgeschichte
Auslösender Streitpunkt war die Vertretung der Provinzen im Senat, da sich die inzwischen angewachsene Bevölkerung mehrerer Provinzen dort nicht mehr angemessen repräsentiert fühlte. Im Senat sitzen 105 Abgeordnete, die der Generalgouverneur als Vertreter der britischen Krone auf Empfehlung des Premierministers ernennt. Da der Einfluss des Senats (auch Oberhaus genannt) vor allem in Steuerfragen zunahm, wurde diese Frage immer wichtiger, zumal sich die wirtschaftlichen und Bevölkerungsschwerpunkte zunehmend nach Ontario und Westkanada verschoben. Außerdem herrschten im Senat die Liberalen vor, während die Regierung 1984 an die Progressiv-Konservativen ging. Außer dem Senat gab es praktisch keine Opposition mehr, ein Zustand, der ungefähr von 1984 bis 1997 andauerte. So weigerte sich der Senat 1985 erstmals, der Aufnahme neuer Schulden zuzustimmen.
Die Forderung nach einem Drei-E-Senat (elected – gewählt; equal – gleich (berechtigte Repräsentation); effective – effizient) wurde unter diesen Umständen – hier die progressiv-konservative Regierung, dort der liberale Senat – nun heftiger diskutiert, zumal die Repräsentation der Provinzen seit dem Verfassungsgesetz von 1867 nicht mehr geändert worden war. Premierminister Brian Mulroney versuchte, dem Senat Steuerrechte zu entwinden, um der Debatte die Spitze zu nehmen, doch versandete die Diskussion. 1988 lehnte der Senat erstmals ein Gesetz des Unterhauses ab, ein Freihandelsabkommen mit den USA.
Bereits 1981 hatte eine Verhandlungsrunde unter Führung von Premierminister Pierre Trudeau erreicht, dass die Verfassung „heimgebracht“ wird, ein Akt, der in Kanada den Namen patriation trägt. Obwohl diese Einigung in ein Gesetz umgewandelt wurde, das die British North America Acts als Verfassung ergänzen sollte, so wurde der Kompromiss doch gegen den Widerstand des Premiers von Quebec, René Lévesque, erreicht. Zudem weigerte sich die Nationalversammlung (Assemblée nationale) der Provinz, die Ergänzung zu ratifizieren. Der Oberste Gerichtshof hatte zuvor bestimmt (Quebec Veto Reference), dass die Bundesregierung das britische Parlament ersuchen kann, das Verfassungsgesetz von 1982 vorläufig passieren zu lassen, vorausgesetzt ein substantielles Maß an Provinzzustimmung besteht. Daher sollte diese neue Verfassung trotz des Widerstands der Provinz Quebec in allen Provinzen Kanadas Rechtsgültigkeit besitzen.
Dieser scharfe Gegensatz zwischen Quebec und Ottawa verschob sich mit der Wahl Brian Mulroneys zum kanadischen Premierminister und Robert Bourassas Wiederwahl zum Quebecker Premier.

## Die Übereinkunft und ihr Scheitern
Die Einigung fand 1987 am Lac Meech, in den Gatineau-Hügeln nahe Ottawa statt. Bourassa stellte fünf Mindestbedingungen: die Anerkennung der Provinz Quebec als eine andersartige Gesellschaft – eine Forderung, die Brian Mulroney am 15. April 1987 anerkannte –, ein konstitutionelles Vetorecht für Quebec, erhöhter Einfluss bei der Immigrationsfrage seitens der Provinz, eine angemessene Kompensation, wenn sich eine der Provinzen von Bundesmitteln trennte, dazu Einfluss auf die Besetzung von Senatoren- und Richterstühlen am Obersten Gerichtshof.
Mit diesen weitgehenden Ergänzungen bedurfte es wiederum der Zustimmung aller Provinzen und der Anpassung der Bundesgesetzgebung binnen dreier Jahre. Der Senat sollte zudem spätestens bis zum 1. Juli 1995 reformiert sein. Er sollte mit mehr Macht ausgestattet sein und die Provinzen ausgeprägter repräsentieren. Quebec sollte 24 Sitze, Ontario 18, alle anderen Provinzen acht Sitze erhalten, außer der Prinz-Eduard-Insel, die vier Sitze erhalten sollte.
Dazu sollte die Geschlechter-Egalität nicht geschwächt werden, das Gleiche galt für die Territorien, die ebenfalls Senatoren und Richter am Obersten Gerichtshof bestimmen können sollten. Dazu sollten Konferenzen zu Ureinwohner- und Minderheitensprachen-Fragen stattfinden. Außerdem sollte ein Canada Clause entwickelt werden, um das Prozedere zur Schaffung neuer Provinzen und von Verfassungsänderungen festzulegen.
Vom 12. bis 25. Mai 1987 beriet die Commission permanente des institutions du Québec über die Übereinkunft. Am 3. Juni legte der Premierminister den Text vor, am 11. Juni stimmte der Senat der Einrichtung einer Kommission zur Beratung zu. Beide Häuser stimmten schließlich der Einrichtung eines Vermittlungsausschusses zur Beratung zu, das am 4. August seine Beratungen aufnahm und am 21. September die beiden gegensätzlichen Positionen vorlegte. Nachdem Quebec bereits der Übereinkunft zugestimmt hatte, erklärte Saskatchewan am 23. September seine Zustimmung, am 7. Dezember Alberta. Doch um diese Zeit richtete Ontario ein Select Committee on Constitutional Reform ein, das Anfang 1988 seine Arbeit aufnahm. Bereits am 3. Januar legte wiederum ein Sonderausschuss des Senats, die Senate Task Force on the Meech Lake Constitutional Accord and on the Yukon and the Northwest Territories, erste Beschlüsse vor. Am 13. Mai 1988 stimmte die Provinz Prinz-Eduard-Insel zu, bereits vier Tage später debattierte man auf Initiative der Konservativen im Unterhaus, am 25. Mai stimmte Neuschottland zu, am 29. Juni Ontario, am 7. Juli als achte Provinz Neufundland.
Am 18. Mai 1988 schlug Frank McKenna, der Premier von Neubraunschweig, vor, ein Select Committee on the 1987 Constitutional Accord einzurichten. Im Januar und Februar 1989 fanden hier öffentliche Anhörungen statt. In Manitoba war der Widerstand noch stärker, denn im Dezember 1987 musste der Entwurf durch Premier Gary Filmon zurückgezogen werden; auch hier fanden öffentliche Anhörungen statt (im April und Mai 1989). Obwohl sich der Premierminister und die zehn First Ministers der Provinzen allein dreimal im Jahr 1989 zur Übereinkunft berieten, kam man letztlich zu keinem Ergebnis.
Am 23. Januar 1990 versuchte der Premier von British Columbia, Bill Vander Zalm, Meech noch zu retten, ähnlich Frank McKenna von Neubraunschweig. Am 6. April 1990 widerrief Neufundland seine Zustimmung. Der Sonderausschuss des Unterhauses versuchte am 17. Mai das Verfahren noch einmal in Gang zu bringen, doch nach der Vorlage durch den Vorsitzenden Jean Charest verließ François Gérin aus Québec die Sitzung. Auch der Progressiv-Konservative Gilbert Chartrand verließ die Partei und verblieb als unabhängiger Abgeordneter. Am 22. Mai 1990 trat der Umweltminister Lucien Bouchard zurück und verblieb ebenfalls als „Unabhängiger“. Vom 3. bis 9. Juni unternahmen die Premiers der Provinzen und der Premierminister einen letzten Versuch, der insofern von Erfolg gekrönt war, als erstmals ein von der Provinz gewählter Senator ins Oberhaus geschickt wurde. Am 12. Juni 1990 versuchte der Premier von Manitoba die Übereinkunft vorzulegen, doch scheiterte er an dem indianischen Parlamentsmitglied Elijah Harper, der die vom Gesetz geforderte Einmütigkeit verhinderte. Die Häuptlinge von Manitoba einigten sich am 16. Juni darauf, alles zu unternehmen, „to kill the Meech Lake Accord“. Gleich am nächsten Tag sandte der Premier den Senator Lowell Murray zu den Häuptlingen, um zu verhandeln.
Zwei Tage zuvor hatte Neubraunschweigs Parlament der Übereinkunft zugestimmt. Dennoch rückte die Deadline immer näher, so dass man versuchte, sie über den Obersten Gerichtshof weiter nach hinten zu verlegen. Derweil verließen am 26. drei weitere Progressiv-Konservative die Partei und verblieben als Unabhängige im Parlament. Drei Tage später, am 29. Juni, traten unter Führung von Lucien Bouchard sechs Abgeordnete in Quebec aus und bildeten einen eigenen Block. In vielen Provinzen wurden Befragungen durchgeführt, Kommissionen eingerichtet und verhandelt.  
Doch letztlich kam es bis Fristende, also innerhalb von drei Jahren nach dem Abkommen zu keiner Einigung, so dass Meech Lake Accord nie Gültigkeit erlangte. Die Kritik hatte sich an mangelnder Repräsentation der Provinzen, der Eigenwilligkeit Québecs und dem Entstehungsverfahren entzündet, in Manitoba sahen die Häuptlinge ihre Rechte bedroht.